# Junior Lucau
Junior Lucau (7. travnja 1987.) je rukometni vratar iz Demokratske Republike Kongo. Nastupa za švedski klub Skånela IF i rukometnu reprezentaciju Demokratske Republike Kongo.
Natjecao se na Svjetskom prvenstvu u Egiptu 2021., gdje je reprezentacija DR Konga završila na 28. mjestu.